# Ballon (Sarthe)
Ballon és un municipi francès situat al departament del Sarthe i a la regió de País del Loira. L'any 2007 tenia 1.297 habitants.

## Demografia

### Població
El 2007 la població de fet de Ballon era de 1.297 persones. Hi havia 545 famílies de les quals 186 eren unipersonals (65 homes vivint sols i 121 dones vivint soles), 178 parelles sense fills, 149 parelles amb fills i 32 famílies monoparentals amb fills.
La població ha evolucionat segons el següent gràfic:
Habitants censats

### Habitatges
El 2007 hi havia 646 habitatges, 556 eren l'habitatge principal de la família, 25 eren segones residències i 66 estaven desocupats. 614 eren cases i 30 eren apartaments. Dels 556 habitatges principals, 413 estaven ocupats pels seus propietaris, 130 estaven llogats i ocupats pels llogaters i 13 estaven cedits a títol gratuït; 11 tenien una cambra, 49 en tenien dues, 95 en tenien tres, 156 en tenien quatre i 244 en tenien cinc o més. 379 habitatges disposaven pel capbaix d'una plaça de pàrquing. A 238 habitatges hi havia un automòbil i a 215 n'hi havia dos o més.

### Piràmide de població
La piràmide de població per edats i sexe el 2009 era:
| Homes | Edats   | Dones |
| ----- | ------- | ----- |
| 8     | 95 o +  | 4     |
| 0     | 90 a 94 | 8     |
| 12    | 85 a 89 | 20    |
| 4     | 80 a 84 | 24    |
| 56    | 75 a 79 | 32    |
| 44    | 70 a 74 | 56    |
| 32    | 65 a 69 | 32    |
| 32    | 60 a 64 | 36    |
| 32    | 55 a 59 | 44    |
| 40    | 50 a 54 | 28    |
| 48    | 45 a 49 | 48    |
| 36    | 40 a 44 | 52    |
| 56    | 35 a 39 | 48    |
| 60    | 30 a 34 | 52    |
| 44    | 25 a 29 | 36    |
| 24    | 20 a 24 | 28    |
| 48    | 15 a 19 | 28    |
| 36    | 10 a 14 | 56    |
| 32    | 5 a 9   | 48    |
| 44    | 0 a 4   | 44    |

## Economia
El 2007 la població en edat de treballar era de 729 persones, 537 eren actives i 192 eren inactives. De les 537 persones actives 500 estaven ocupades (267 homes i 233 dones) i 37 estaven aturades (14 homes i 23 dones). De les 192 persones inactives 80 estaven jubilades, 64 estaven estudiant i 48 estaven classificades com a «altres inactius».

### Ingressos
El 2009 a Ballon hi havia 548 unitats fiscals que integraven 1.229 persones, la mediana anual d'ingressos fiscals per persona era de 16.482 €.

### Activitats econòmiques
Dels 56 establiments que hi havia el 2007, 2 eren d'empreses extractives, 4 d'empreses alimentàries, 7 d'empreses de construcció, 8 d'empreses de comerç i reparació d'automòbils, 2 d'empreses de transport, 2 d'empreses d'hostatgeria i restauració, 5 d'empreses financeres, 1 d'una empresa immobiliària, 7 d'empreses de serveis, 15 d'entitats de l'administració pública i 3 d'empreses classificades com a «altres activitats de serveis».
Dels 18 establiments de servei als particulars que hi havia el 2009, 1 era una oficina d'administració d'Hisenda pública, 1 gendarmeria, 1 oficina de correu, 4 oficines bancàries, 1 funerària, 1 taller de reparació d'automòbils i de material agrícola, 1 taller d'inspecció tècnica de vehicles, 1 paleta, 1 guixaire pintor, 1 fusteria, 2 lampisteries, 2 perruqueries i 1 agència immobiliària.
Dels 6 establiments comercials que hi havia el 2009, 1 era un supermercat, 2 fleques, 1 una carnisseria, 1 una llibreria i 1 una botiga de roba.
L'any 2000 a Ballon hi havia 17 explotacions agrícoles que ocupaven un total de 728 hectàrees.

## Equipaments sanitaris i escolars
El 2009 hi havia 1 farmàcia i 2 ambulàncies.
El 2009 hi havia una escola elemental integrada dins d'un grup escolar amb les comunes properes formant una escola dispersa. Ballon disposava d'un col·legi d'educació secundària amb 321 alumnes.

## Poblacions més properes
El següent diagrama mostra les poblacions més properes.